# Cyaxare
Sauf précision contraire, les dates de cet article sont sous-entendues « avant l'ère commune » (AEC), c'est-à-dire « avant Jésus-Christ ».
Cyaxare (vieux perse : hUvaxštra) est le troisième roi mède, régnant depuis 625 jusqu'à 585 ou 584. L'empire de Cyaxare s'étend entre les fleuves Halys à l'ouest et Oxus ou Iaxarte à l'est. Les sources qui mentionnent Cyaxare sont peu nombreuses : il se rencontre dans des sources assyriennes, des chroniques babyloniennes, des sources grecques (notamment Histoires de Hérodote) et quelques récits dans des sources juives.
Cyaxare vainc d'abord les Scythes, qui ont dominé la Médie après la mort de son père Phraortès. Puis, il réorganise et modernise l'armée mède, divisant les soldats selon le type d'arme, ce qui a considérablement augmenté leur capacité de combat. Cyaxare s'unit ensuite à Babylone et mène son armée vers l'Assyrie. En 614, il assiège la ville d'Assur, l'ancienne capitale assyrienne. Après la chute d'Assur, le roi de Babylone Nabopolassar vient y rencontrer Cyaxare. En 612, les deux rois mettent fin à l'empire assyrien en conquérant Ninive, la capitale assyrienne.
Après plusieurs conquêtes et victoires, Cyaxare se focalise sur la Lydie et la Grèce antique en Asie mineure. Il bataille contre le roi lydien Alyatte II et réussit à s'emparer des terres situées au-dessus du fleuve de Halys. La guerre entre les Mèdes et les Lydiens se termine en 585 à la suite d'une éclipse solaire. Cyaxare meurt la même année ou un an après et lègue le royaume à son fils Astyage. Suivant Igor Diakonoff (ru), la sépulture de Cyaxare se trouve à Qizkapan, dans la province d'As-Sulaymaniya au Kurdistan irakien.

## Anthroponymie et mention de nom
Le souvenir de Cyaxare est encore entretenu dans certaines zones, « même après la chute de son royaume ». Lors de l'empire perse, deux roitelets proclament être de la semence de Umakuištar (c.-à-d. Cyaxare)(p727). Dans la Cyropédie de Xénophon, biographie romancée de Cyrus II, Cyaxare est présenté comme oncle de ce dernier(p143),(p142). Cyaxare est attesté dans des sources assyriennes, chroniques babyloniennes, sources grecques (comme Histoires de Hérodote) et rapports juifs. Les historiens grecs donnent certaines informations sur les Mèdes et Cyaxare, mais ces informations sont souvent maigres et mêlées de légendes. Les récits narrés par les historiens tel Hécatée sont retrouvés dans les ouvrages des historiens postérieurs. Hérodote est le premier à fournir un rapport détaillé sur les Mèdes(p139). Les sources grecques les plus importantes sur Cyaxare proviennent d'Hérodote et Ctésias. Les récits d'Hérodote sont quelque peu fiables et les recherches archéologiques modernes les confirment dans certains cas, mais ceux de Ctésias ont un aspect narratif et divertissant(p294).
La Chronique de Nabopolassar est la principale source des opérations militaires des Babyloniens et des Mèdes contre les Assyriens, couvrant les années 616 - 609. La chute de l'Assyrie y est notamment décrite. Suivant cet écrit, en 614 les Mèdes, conduits par Cyaxare, conquièrent la province assyrienne d'Arapkha, puis marchent vers Ninive et finissent par l'assiéger. Ils ne réussissent pas à soumettre Ninive, mais, l'automne de la même année, ils assiègent et prennent Assur, ancienne capitale de l'empire assyrien. Nabopolassar, roi de Babylone, et Cyaxare se rencontrent à Assur et concluent une alliance (lignes 24-30). Trois mois après, en 612, Ninive est capturée et Cyaxare retourne chez lui (lignes 38-52). Suivant cette chronique, les Mèdes sont les premiers alliés des Babyloniens ; cependant, dans un autre endroit, il est également mentionné « armée mède ». Cyaxare y est notamment surnommé « roi des armées mèdes ».
Le latin Cyaxares vient du grec Κυαξαρης (Kuaxarēs), lui-même issu du vieux perse Uvaxštra-(p217). Cyaxare s'appelle Ksuwaksaros en ancien phrygien. Certains considèrent Hokhashtra comme une combinaison de deux anciens mots persans, Ho (bon) et Khashtara (shahriyar), qui signifie généralement « bon roi ». Certains considèrent également qu'il est dérivé du verbe proto-iranien *Haxš , signifiant « marquer » et ont interprété Hovakhshtere comme « un bon tireur », c'est-à-dire quelqu'un qui sait bien viser.
Dans l'inscription de Nabopolassar, Cyaxare s'orthographie « Mo-ma-kishtar Shar Uman-man-da ». Probablement, partout où « Shah Uman-man-da » (un vieux mot akkadien pour les peuples du nord) ou « Shah Mad » est mentionné dans ce texte, cela signifie Cyaxare. La synonymie des deux épithètes est montrée par François Toureau-Dungen dans une lettre sur la compagnie des Mèdes à Babylone lors du siège de Carrhes peu après la chute de Ninive.

## Famille
Suivant Hérodote, Cyaxare est fils de Phraortès et petit-fils de Déjocès(p177). Pour le père de Cyaxare, George Cameron pense que le deuxième roi des Mèdes s'appelait Kaštariti. L'épouse de Cyaxare est fille (ou petite-fille) du roi babylonien Nabopolasser, mais on ne sait si elle est son unique femme. Son fils est Astyage, le dernier roi des Mèdes,. La fille ou petite-fille de Cyaxare est Amytis. Après la chute de l'Assyrie en 614, elle se marie avec Nabuchodonosor II, fils de Nabopolassar, pour renforcer l'alliance entre Babylone et la Médie. Un autre mariage se produit en 585 entre Astyage (fils de Cyaxare) et Aryenis (en) (fille du roi de Lydie),.

## Règne
Hérodote présente Cyaxare comme le troisième roi des Mèdes, tandis que pour Diodore de Sicile il en est le premier roi. Dans l'inscription de Behistun Cyaxare est mentionné comme roi fondateur(p84).

### Conflits avec les Scythes
Selon la narration d'Hérodote, Cyaxare entre en guère contre Ninive afin de venger son père Phraortès, qui a subi une lourde défaite en guerroyant contre les Assyriens. Quoiqu'il réussisse à triompher de son adversaire et à assiéger la ville, ses troupes sont attaquées par des Scythes qui finissent par dominer la Médie et par se répandre dans toute l'Asie(p117).

### Réorganisation de l'armée
Avant Cyaxare, les Mèdes faisaient la guerre en tant que « milice tribale » et les unités de l'armée se formaient selon les liens de parenté. Prenant exemple sur ses voisins, notamment les Urartéens et les Assyriens, Cyaxare construit une armée divisée en « unités stratégiques et tactiques » selon leur arme(pp121-122),. D'après Hérodote, Cyaxare enrôle également des Scythes pour exercer ses jeunes troupes « au maniement de l'arc »(pp17 et 24).

### Guerre contre l'Assyrie
Au cours des deuxième et troisième décennies du VIIe siècle, la situation de l'Empire assyrien s'aggrave. En 626, les Chaldéens conquièrent Babylone et inaugurent l'Empire néo-babylonien. Voyant la situation de l'Assyrie, le roi chaldéen Nabopolassar de Babylone s'allie à Cyaxare contre les Assyriens.
Au printemps 616, Nabopolassar vainc l'armée assyrienne et ses alliés les Mannéens lors d'une bataille à Gablinu et capture ses dirigeants. Profitant de cette occasion, Cyaxare assaille les Mannéens et annexe leur contrée non défendue (probablement en 616-615) à l'Empire mède. Puis Cyaxare rejoint la guerre contre l’Assyrie, en alliance avec la Babylonie, et en assume même plus tard la direction.
En octobre ou novembre 614, les Mèdes conquièrent Arrapxa. Ils prennent ensuite la ville de Tarbīṣ au nord de Ninive. Enfin, ils traversent le Tigre et attaquent Assur, ancienne capitale assyrienne, la capturant à la fin de l'été 614. Nabopolassar tarde à participer à la conquête et les Mèdes soumettent l'Assyrie sans l'aide des Babyloniens. Cyaxare et Nabopolassar se rencontrent plus tard dans les ruines de l'Assyrie, dans le camp des Mèdes, et se concluent officiellement un « pacte d'amitié et d'alliance ». Cyaxare épouse la fille (ou petite-fille) de Nabopolassar, renforçant ainsi leur alliance.

### Guerre contre la Lydie et fin de vie
En 590, la Médie et la Lydie entrent en guerre. Apparemment, les Scythes se sont enfuis vers la Lydie et le roi lydien a refusé de les renvoyer à Cyaxare. Les Lydiens sont supérieures aux Mèdes à plusieurs égards. Ceux-ci sont loin de leur patrie tandis que les Lydiens combattent dans leur propre pays. L'armée lydienne compte un certain nombre de soldats grecs très compétents, et la cavalerie lydienne est meilleure. La guerre dure plus de cinq ans et chaque côté connait alternativement la victoire.
Cependant, les Mèdes réussissent à repousser les troupes d'Alyatte II vers l'ouest, bien qu'ils n'obtiennent pas de succès décisif à cause de la fatigue due aux batailles épuisantes. 
La guerre lydo-mède se termine lors de la bataille de Halys, durant laquelle une éclipse solaire totale se produit et effraie les belligérants. Les données scientifiques montrent que l'éclipse s'est produite le 28 mai 585. Après cet incident, un traité de paix est conclu entre la Lydie et la Médie avec la médiation de la Babylonie et de la Cilicie. Le fleuve Halys devient ainsi la frontière entre la Médie et la Lydie. Cet accord est renforcé par le mariage d'Astyage, fils de Cyaxare, avec Aryenis, fille d'Alyatte. Cyaxare meurt la même année ou celle qui suit.
Hérodote date erronément la guerre lydo-mède avant la chute de Ninive (en 612). L'éclipse de Halys se passe après la chute de Ninive. En outre, la présence du roi babylonien lors de la conclusion de la paix ne serait possible qu'après la chute de Ninive, car la Babylonie n'aurait pas encore eu son indépendance.

## Postérité

### Sépulture

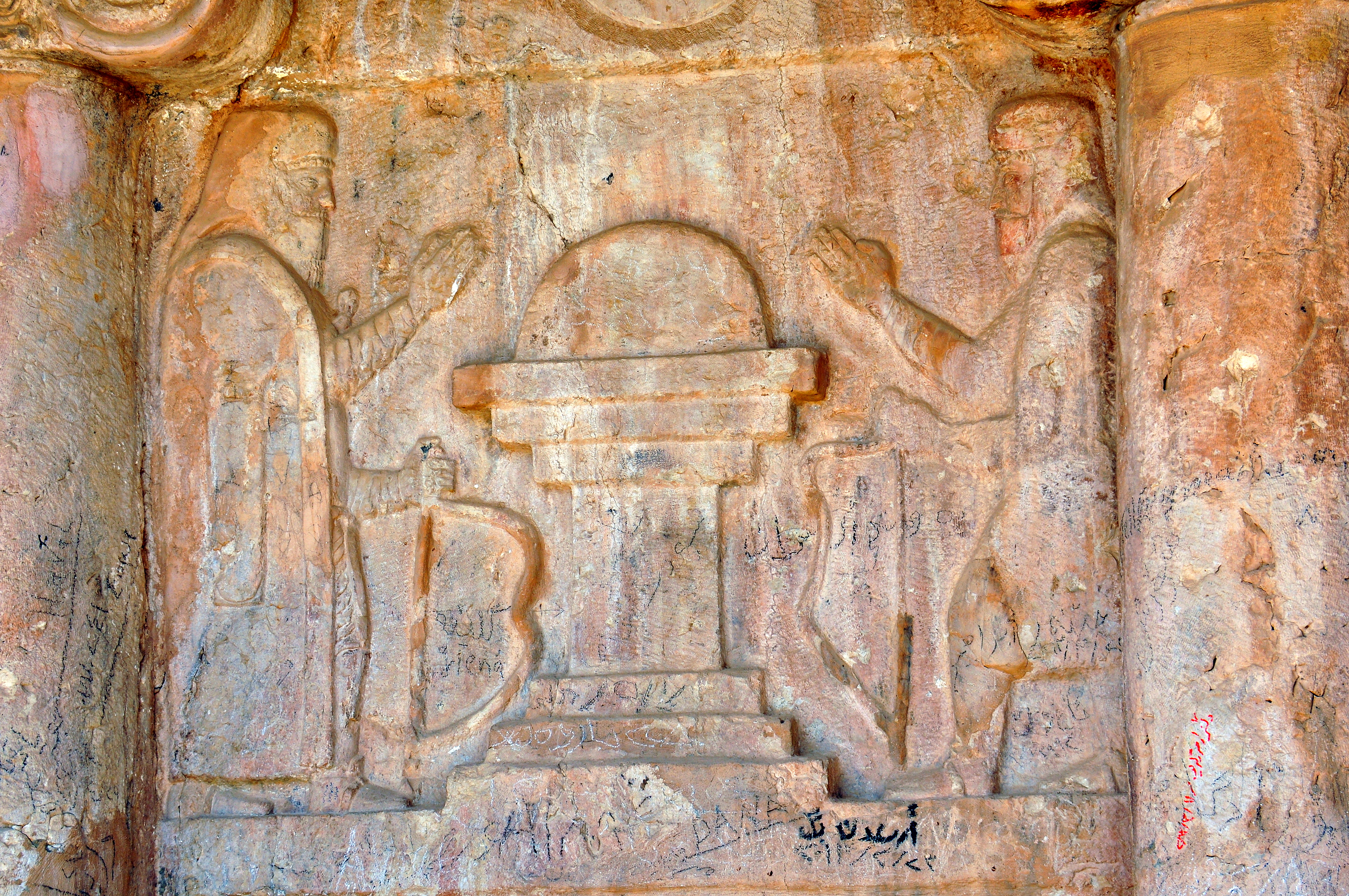
Relief sur la tombe rupestre de Qizkapan. Selon Diakonoff, la personne de droite serait Cyaxare.

Qizkapan est une tombe rupestre située dans la province d'As-Sulaymaniya au Kurdistan irakien. Suivant l'historien russe Igor Diakonoff, il s'agit de la sépulture de Cyaxare. Qizkapan est un logement à grand toit recouvert de troncs d'arbre. Parmi les colonnes se voient des reliefs figurant des symboles divins. Au-dessus de l'entrée de la sépulture se trouve un relief représentant une scène de prière autour d'un autel du feu. Un prêtre du côté gauche porte les vêtements spécifiques des mages. Le roi est à droite. Tous deux ont le visage couvert et tiennent à la main un arc qui est un symbole de victoire.

### Legs et succession
Sous le règne de Cyaxare, la Médie devient le plus grand empire de l'époque, avec une superficie de 3,1 millions de kilomètres carrés(p223). Cyaxare est remplacé par son fils Astyage, qui règne depuis 584 jusqu'à 550. Celui-ci est le dernier roi mède, il est vaincu par Cyrus II(p230).